# Clase obrera

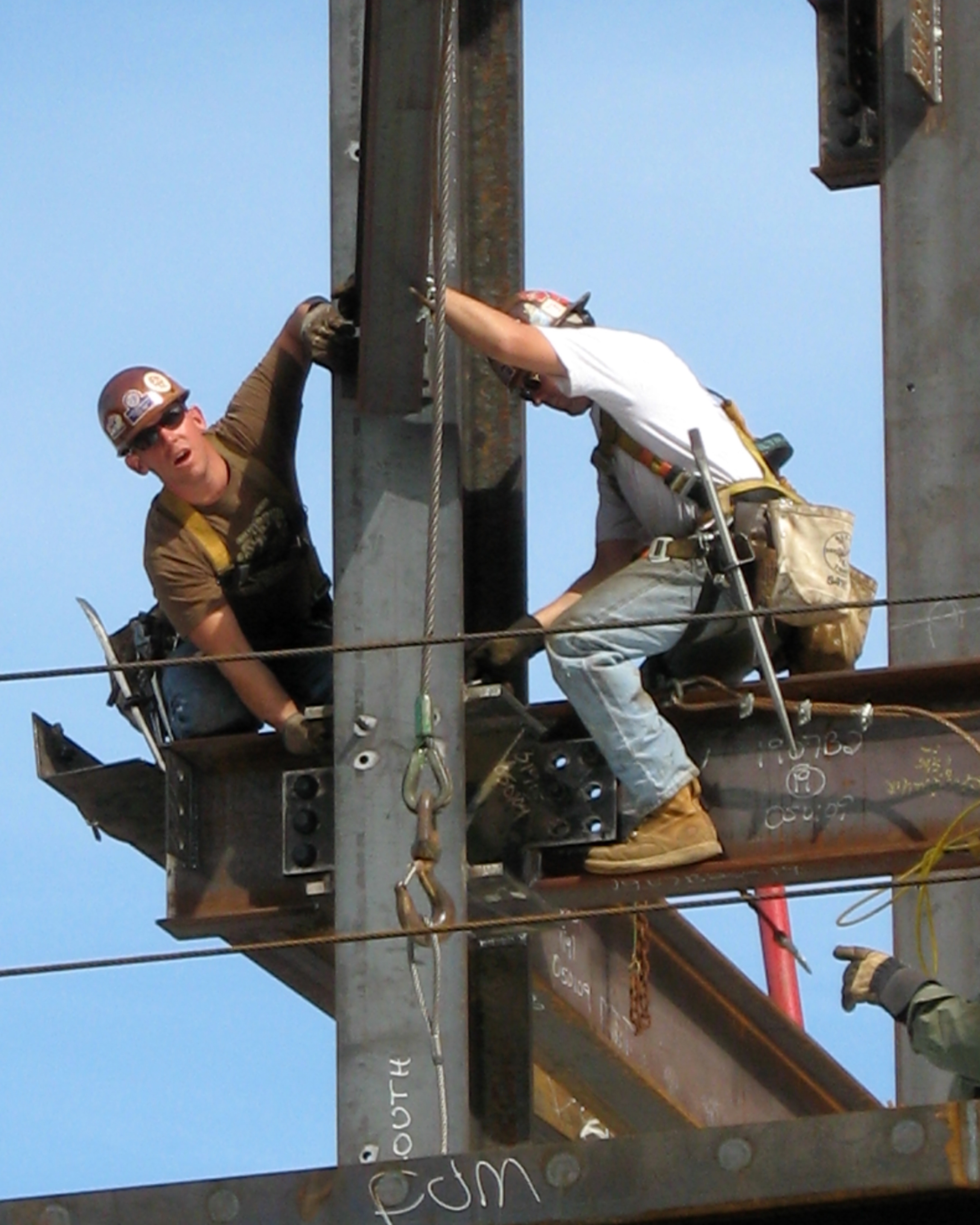
Obreros trabajando. El concepto de Clase obrera es un término de gran importancia en sociología y política.

La clase obrera, clase trabajadora o clase proletaria, designa al conjunto de trabajadores que, desde la Revolución Industrial, aportan el factor trabajo en la producción y a cambio reciben un salario o contraprestación económica, sin ser propietarios de los medios de producción.
El término se contrapone así al de clase burguesa, o sector social que posee el capital, así como al artesanato, sector en que los trabajadores suelen ser propietarios de los medios de producción.

## Historia y crecimiento

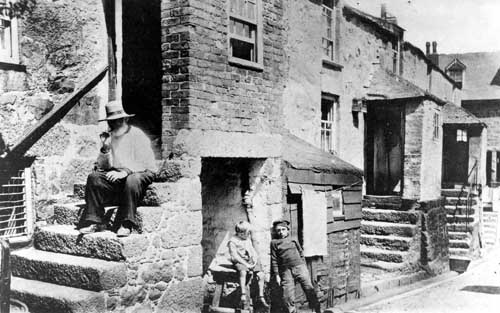
Vida obrera en la época victoriana en Inglaterra (St. Ives, Cornualles).

En la Europa feudal, la clase obrera como tal no existía en gran número. En su lugar, la mayoría de la gente formaba parte de la clase trabajadora, un grupo compuesto por diferentes profesiones, oficios y ocupaciones. Un abogado, un artesano y un campesino se consideraban parte de la misma unidad social, un tercer estado de personas que no eran ni aristócratas ni funcionarios eclesiásticos. Jerarquías similares existían fuera de Europa en otras sociedades preindustriales. La posición social de estas clases trabajadoras se consideraba ordenada por la ley natural y las creencias religiosas comunes. Esta posición social fue contestada, particularmente por los campesinos, por ejemplo durante la Guerra de los campesinos alemanes.
A finales del siglo XVIII, bajo la influencia del Siglo de las Luces, la sociedad europea se encontraba en un estado de cambio, y este cambio no podía conciliarse con la idea de un orden social inmutable creado por Dios. Los miembros ricos de estas sociedades crearon ideologías que achacaban muchos de los problemas de la clase trabajadora a su moral y ética (por ejemplo, el consumo excesivo de alcohol, la pereza percibida y la incapacidad para ahorrar dinero). En The Making of the English Working Class, E. P. Thompson sostiene que la clase obrera inglesa estuvo presente en su propia creación, y trata de describir la transformación de las clases trabajadoras premodernas en una clase obrera moderna, políticamente autoconsciente.
A partir de alrededor de 1917, varios países pasaron a ser gobernados ostensiblemente en interés de la clase obrera. Algunos historiadores han señalado que un cambio clave en estas sociedades de tipo soviético ha sido un nuevo tipo de proletarización masiva, a menudo efectuada mediante el desplazamiento forzoso de campesinos y trabajadores rurales logrado administrativamente. Desde entonces, cuatro grandes Estados industriales han virado hacia una gobernanza semibasada en el mercado (China, Laos, Vietnam, Cuba), y un Estado se ha replegado hacia un ciclo creciente de pobreza y embrutecimiento (Corea del Norte). Otros estados de este tipo han colapsado (como la Unión Soviética).
Desde 1960, la proletarización a gran escala y el cercamiento de los bienes comunes se ha producido en el tercer mundo, generando nuevas clases trabajadoras. Además, países como India han experimentado un lento cambio social, ampliando el tamaño de la clase trabajadora urbana.

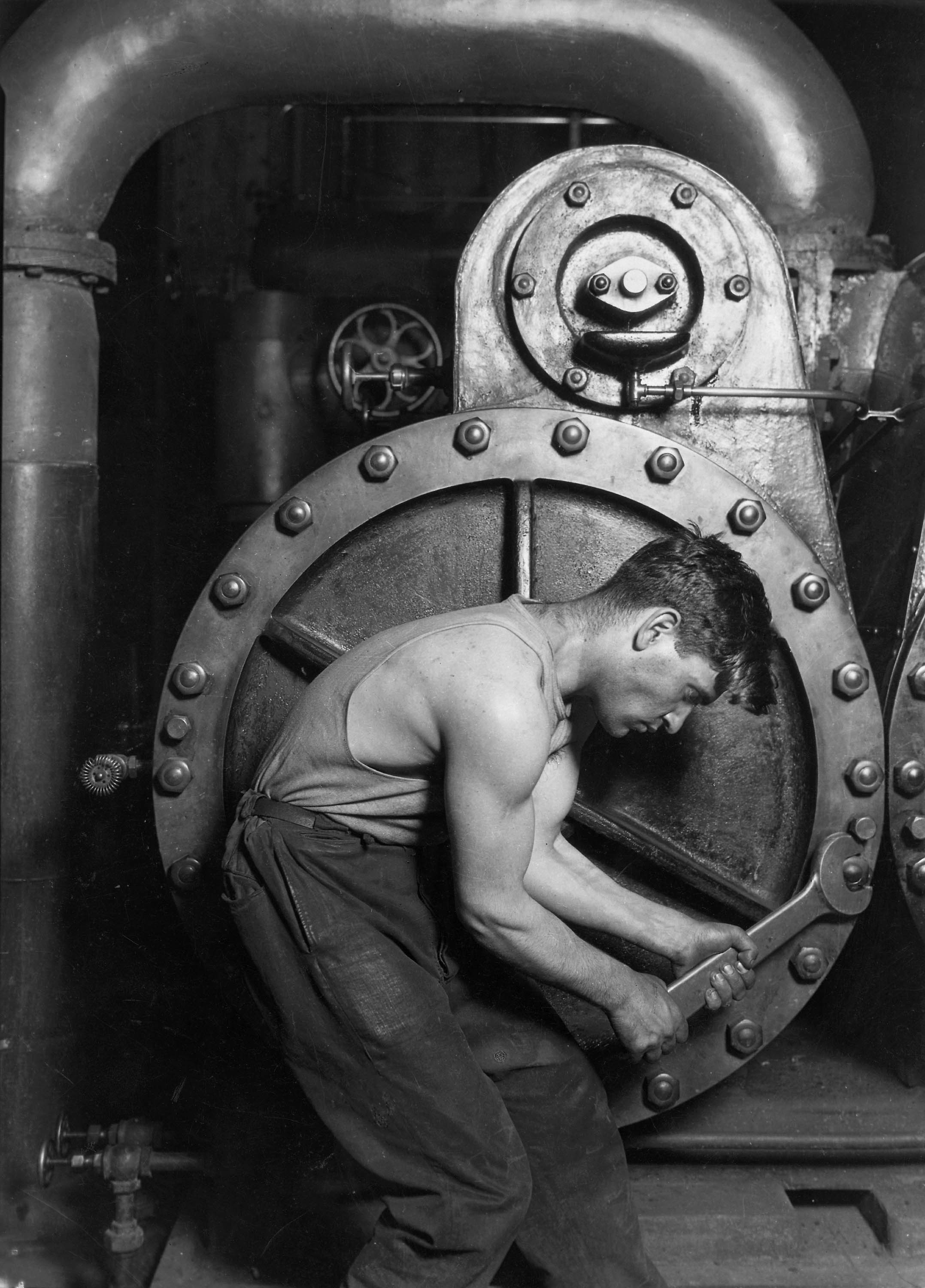
Mecánico de una central eléctrica trabajando en una bomba de vapor. Fotografía de Lewis Wickes Hine, 1920. Records of the Work Progress Administration. (69-RH-4L-2).

## Origen del término y usos

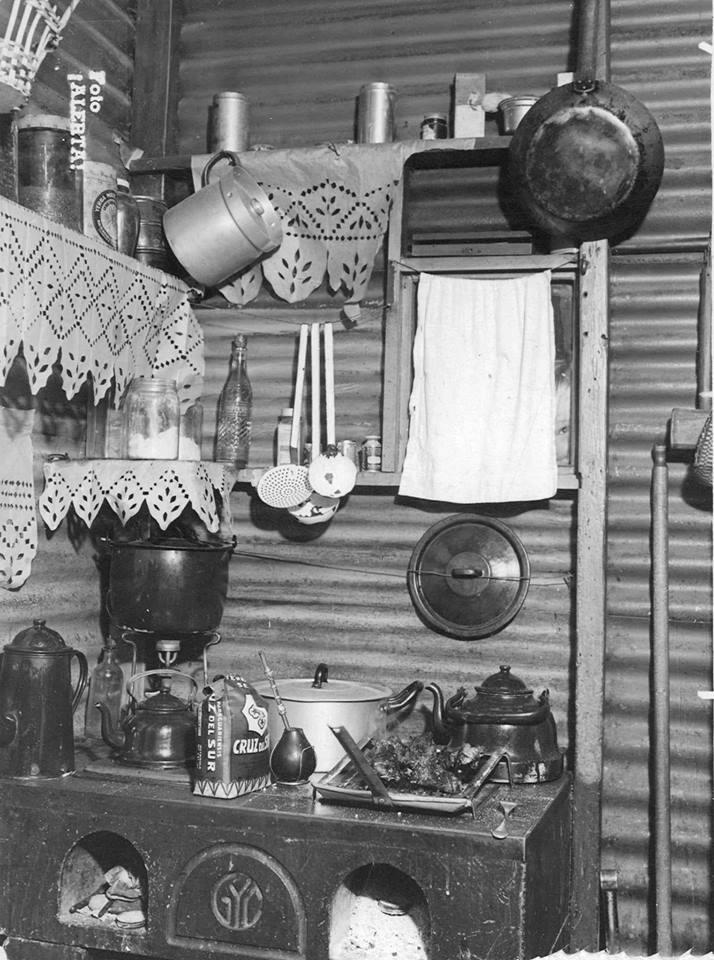
Cocina de la clase obrera en Buenos Aires de los años 1940.

El término clase obrera comenzó a utilizarse en español durante la segunda mitad del siglo XIX como traducción de la expresión inglesa «working class» («clase trabajadora»), término que adquirió importancia en los primeros escritos socioeconómicos de Karl Marx y Friedrich Engels. Sociólogos posteriores como Max Weber redefinieron el término usándolo con sentidos ligeramente diferentes, y que ha permanecido en uso hasta nuestros días, aunque evolucionando en sus matices y generalidad del uso.
En un sentido sociológico más vago y a la vez más restringido, también se entiende por clase obrera, el grupo de trabajadores industriales asalariados. Con este alcance se la diferencia de otros grupos de trabajadores como los campesinos, los esclavos, los trabajadores autónomos o los empleados de servicios. Este significado del término es equivalente al término inglés de blue collar workers (trabajadores de cuello azul).
En español, el término ha dejado de ser puramente descriptivo y es usado o evitado con finalidades políticas. Su uso es frecuente dentro del marxismo, el anarquismo, el socialismo, el comunismo y el sindicalismo y es evitado, ignorado o marginado, en la terminología de la derecha política.[cita requerida]
Por el contrario su equivalente inglés, working class, es de uso generalizado tanto en los estudios sociológicos y económicos como en la conversación cotidiana, distinguiéndose a su vez entre blue collar workers (trabajadores de cuello azul) y white collar workers (trabajadores de cuello blanco) para referirse a los obreros y empleados respectivamente.
En relación con la estructura social determinada por el poder adquisitivo y/o la riqueza -clase alta, clase media y clase baja- es utilizado el término 'clase obrera' como asimilable a la clase media y a la clase baja. Esta clasificación relacionaría la clase alta con la burguesía y las clases media y baja con las clases trabajadoras. Para autores como Vicenç Navarro la clase media no existe y solamente hay dos clases, la clase capitalista (corporate class en inglés) y clase trabajadora (working class en inglés) independientemente de la diferencia de rentas que pueda existir dentro de cada grupo.

## Definición marxista: el proletariado

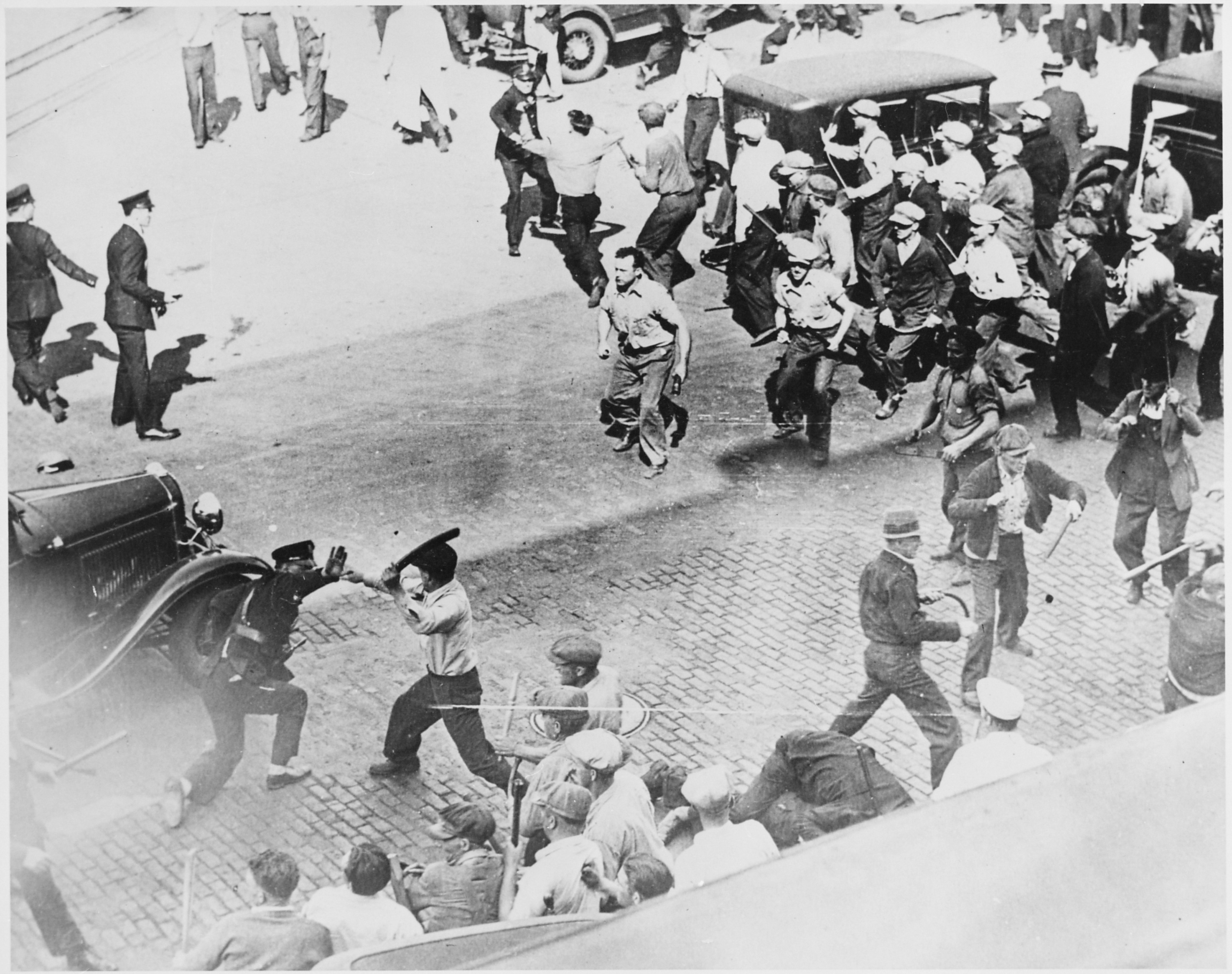
Camioneros armados con tuberías luchando contra la policía en las calles de Minneapolis, Minnesota, EE. UU. junio de 1934.

Karl Marx definió a la clase obrera o proletariado como individuos que venden su fuerza de trabajo a cambio de salarios y que no poseen los medios de producción. Argumentaba que eran los responsables de crear la riqueza de una sociedad. Afirmaba que la clase obrera construye puentes, fabrica muebles, cultiva alimentos y cuida niños, pero no posee tierras ni fábricas.
Una subsección del proletariado, el lumpenproletariado (proletariado de trapo), son los extremadamente pobres y desempleados, como los jornaleros y los sin techo. Marx los consideraba desprovistos de conciencia de clase.

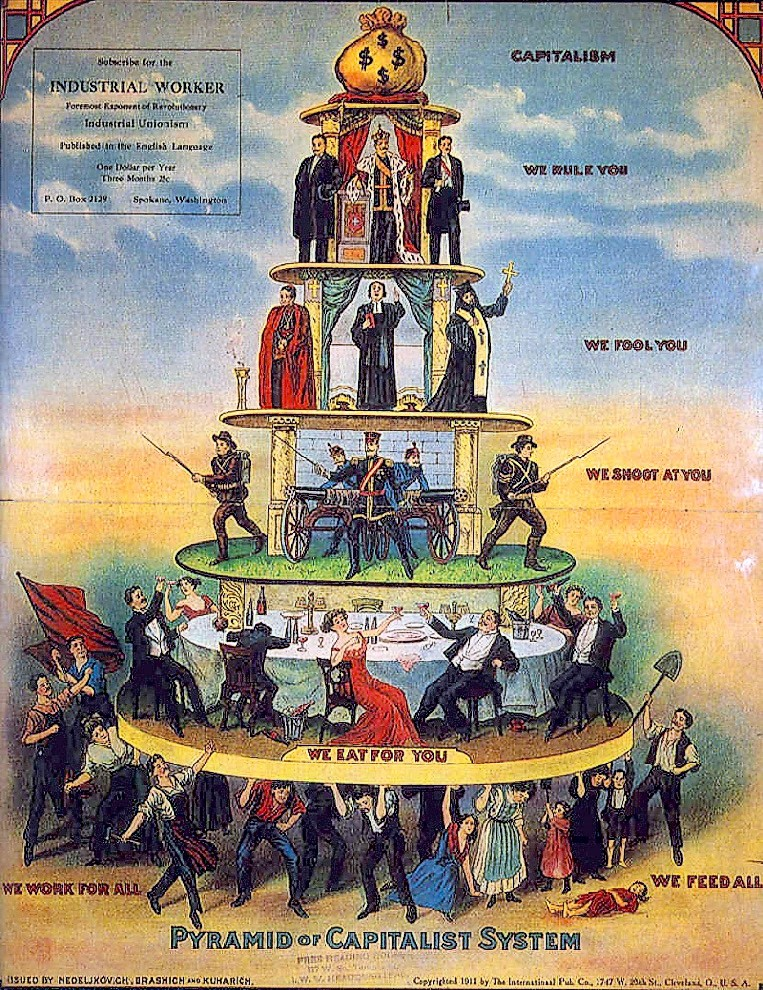
Concepción comunista de la sociedad de clases en 1900-1901. El dibujo se basaba en un folleto de la «Unión de Socialistas Rusos».

En El Manifiesto Comunista, Karl Marx y Friedrich Engels sostenían que el destino de la clase obrera era desplazar el sistema capitalista, con la dictadura del proletariado (el gobierno de los muchos, por oposición a la «dictadura de la burguesía»), aboliendo las relaciones sociales que sustentan el sistema de clases y desarrollándose después en una futura sociedad comunista en la que «el libre desarrollo de cada uno es la condición para el libre desarrollo de todos». » En general, en términos marxistas trabajadores asalariados y los que dependen del estado del bienestar son clase obrera, y los que viven de la capital acumulado no lo son. Esta amplia dicotomía define la lucha de clases. Diferentes grupos e individuos pueden estar en un momento dado en uno u otro bando. Tales contradicciones de intereses e identidad dentro de la vida de los individuos y dentro de las comunidades pueden socavar eficazmente la capacidad de la clase trabajadora para actuar de forma solidaria con el fin de reducir la explotación, la desigualdad y el papel de la propiedad en la determinación de las oportunidades vitales, las condiciones laborales y el poder político de las personas.